# Tupo
Tupo és un cràter sobre la superfície del planeta nan Ceres, situat amb el sistema de coordenades planetocèntriques a -30.16 ° de latitud nord i 90.62 ° de longitud est. Fa un diàmetre de 36 km. El nom va ser fet oficial per la UAI el 15 d'octubre del 2015 i fa referència a Tupo, déu de la cúrcuma de la cultura dels polinesis.